# Gareth Southgate
Sir Gareth Southgate OBE (ur. 3 września 1970 w Watford) – angielski trener piłkarski i były piłkarz. W latach 2016–2024 selekcjoner reprezentacji Anglii w piłce nożnej z którą zdobył dwa Wicemistrzostwa Europy w 2020 i 2024.
W 2025 otrzymał tytuł szlachecki.

## Kariera piłkarska
Występował na pozycji środkowego obrońcy lub pomocnika. Pierwszą bramkę dla reprezentacji strzelił 14 października 1998 przeciwko Luksemburgowi w eliminacjach Euro 2000, drugą bramkę strzelił 22 maja 2003 w towarzyskim meczu przeciwko Republice Południowej Afryki.
Z reprezentacją Anglii, w której barwach rozegrał 57 meczów, zdobył brązowy medal na Mistrzostwach Europy 1996. Na Mistrzostwach Europy 1996 grał w każdym meczu, gdy gospodarze dotarli do półfinału w którym zmierzyli się z Niemcami, mecz zakończył się remisem 1:1 i rozstrzygnął się w rzutach karnych; rzut karny Southgate został obroniony, a Anglia odpadła, gdy Andreas Möller strzelił decydującego karnego. Uczestniczył także w Mistrzostwach Świata 1998 (1/8 finału), Mistrzostwach Europy 2000 (runda grupowa) i Mistrzostwach Świata 2002 (ćwierćfinał). Podczas piłkarskiej kariery grał kolejno dla takich klubów jak Crystal Palace, Aston Villa oraz Middlesbrough. Z tym ostatnim w sezonie 2005/2006 dotarł do finału Pucharu UEFA. Southgate dwa razy zdobył Puchar Ligi Angielskiej - w 1996 z Aston Villą i w 2004 z Middlesbrough.

## Kariera trenerska
W czerwcu 2006 roku zastąpił Steve’a McClarena na stanowisku trenera zespołu Middlesbrough, którego trenerem pozostawał do 2009 roku.
W latach 2013-2016 pełnił funkcję menadżera reprezentacji Anglii do lat 21.

### Reprezentacja Anglii
Od 27 września 2016 pełnił funkcję tymczasowego selekcjonera Reprezentacji Anglii.
30 listopada 2016 poinformowano, że Southgate zostanie nowym selekcjonerem reprezentacji Anglii po tym, jak jako tymczasowy selekcjoner reprezentacji poprowadził ją w czterech meczach, w których Anglicy spisali się dobrze. Wraz z objęciem tej funkcji przestał trenować reprezentację do lat 21.
16 lipca 2024 poinformowano, że Southgate zrezygnował z pozycji selekcjonera reprezentacji Anglii po przegranej w finale Euro 2024. Podczas pracy jako selekcjoner reprezentacji Anglii doprowadził Anglię do dwóch finałów Mistrzostw Europy (2020, 2024), a także do półfinału (2018) i ćwierćfinału (2022) Mistrzostw Świata, poprowadził reprezentację Anglii w 102 meczach. Wygrał 64 z nich, 20 zremisował i 18 przegrał.

## Odznaczenia
- Odznaka Rycerza Kawalera – ogłoszenie 2024[1], inwestytura 2025[2]
- Officer Orderu Imperium Brytyjskiego – ogłoszenie 2018[9], wręczenie 2019[10]